# Podgórnoie (Sakhalín)
|  | Per a altres significats, vegeu «Podgórnoie». |

Podgórnoie (en rus: Подгорное) és un poble de l'óblast de Sakhalín, a Rússia, el 2013 tenia 138 habitants. Pertany al districte municipal de Tímovskoie.